# المنظمة الوطنية للتصنيف الإحصائي المعترف بها
منظمة التصنيف الإحصائي المعترف بها الوطنية ( NRSRO ) هي وكالة تصنيف ائتماني (CRA) تصدر التصنيفات الائتمانية التي تسمح بها هيئة الأوراق المالية والبورصات الأمريكية (SEC) للشركات المالية الأخرى باستخدامها لأغراض تنظيمية معينة. في الأصل، تم الاعتراف بسبع وكالات تصنيف كجهات لها، وهو عدد تضاءل نتيجة لعمليات الاندماج إلى ستة بحلول منتصف التسعينيات  ثم إلى ثلاث بحلول عام 2003.  واعتبارًا من مارس 2015 ، تم تعيين عشر منظمات كمؤسسات تابعة لها .  يتم استخدام تصنيفاتها لمجموعة متنوعة من الأغراض التنظيمية في الولايات المتحدة . بالإضافة إلى متطلبات رأس المال الصافي (الموصوفة بمزيد من التفصيل أدناه) ، تسمح هيئة الأوراق المالية والبورصة لبعض مصدري السندات باستخدام نموذج نشرة أقصر عند إصدار سندات إذا كان المصدر أقدم، وأصدر سندات من قبل، ولديه تصنيف ائتماني أعلى من مستوى معين. تشترط لوائح المجلس الأعلى للتعليم أيضًا أن صناديق أسواق المال (صناديق الاستثمار التي تحاكي سلامة وسيولة ودائع التوفير البنكي، ولكن بدون تأمين شركة تأمين الودائع الفيدرالية الأمريكية) تشتمل فقط على أوراق مالية ذات تصنيف عالي جدًا من المنظمة. وبالمثل، يستخدم منظمو التأمين التصنيفات الائتمانية من المنظمة للتأكد من قوة الاحتياطيات التي تحتفظ بها شركات التأمين.

## قائمة المنظمات التابعة
اعتبارًا من كانون الأول (ديسمبر) 2016 ، تم تعيين عشر منظمات كمؤسسات تابعة، بما في ذلك الشركات الثلاث الكبرى 
- ستاندرد آند بورز
- وكالة موديز للمستثمرين
- فيتش التقييمات
- شركة مورنينج ستار
- AM الأفضل
- كرول بوند وكالة التصنيف
- دومينيون بوند خدمة التقييم
- وكالة التصنيف الائتماني اليابانية
- شركة إيجان جونز للتصنيف
- وكالة التصنيف الائتماني المكسيكية

## قائمة المراجع
- تقرير عن دور ووظيفة وكالات التصنيف الائتماني في تشغيل أسواق الأوراق المالية
- وكالات التصنيف واستخدام التصنيفات الائتمانية بموجب قوانين الأوراق المالية الفيدرالية

## روابط خارجية
- تعريف NRSRO من SEC
- قائمة وكالات التصنيف الائتماني المسجلة حاليًا على أنها تابعة لها.